# 中山公園駅 (上海市)
中山公園駅（ちゅうざんこうえん-えき）は、中華人民共和国上海市長寧区にある、上海軌道交通（地下鉄）2号線、3号線、4号線の駅。3号線と4号線は当駅を含む虹橋路駅 - 宝山路駅の区間は線路を共有している。

## 歴史
- 1999年9月20日 - 2号線開通[1][2]。
- 2000年12月26日 - 3号線開通[2][3]。
- 2005年12月31日 - 4号線が開通に伴い、3号線ホームは4号線と共用になる[4]。

## 駅構造

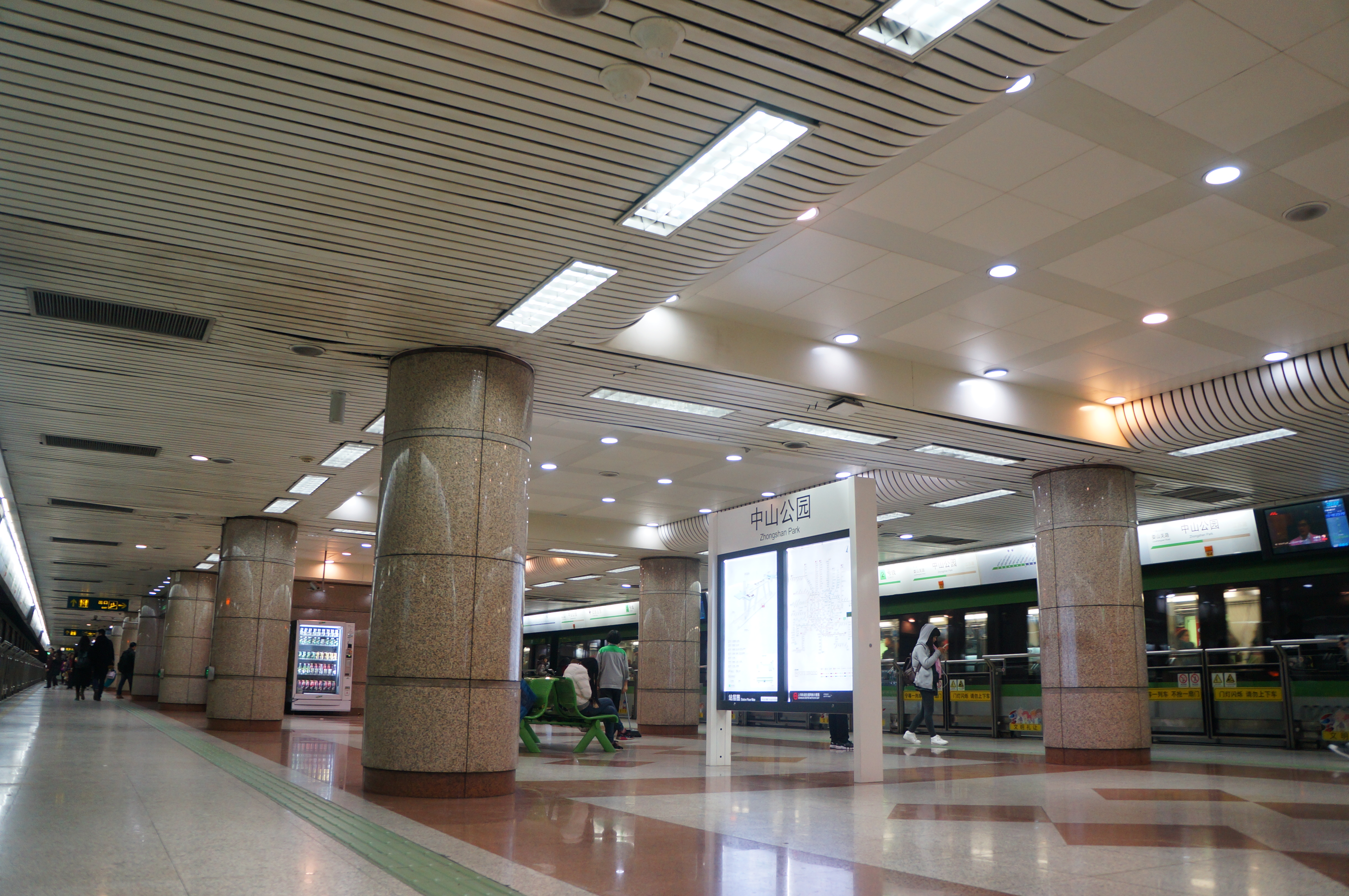
2号線ホーム

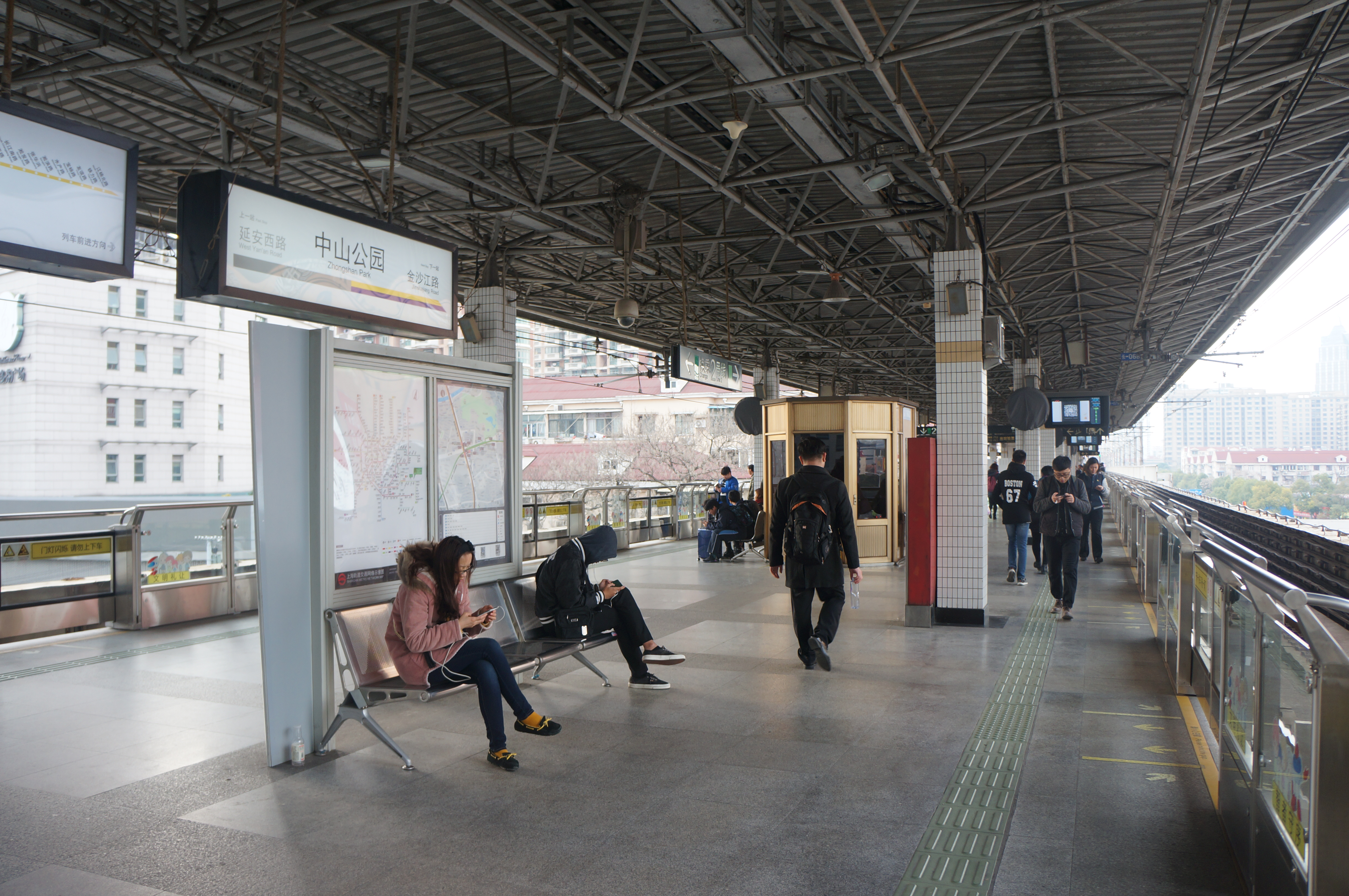
3・4号線ホーム

2号線は長寧路の地下を通る、島式ホーム1面2線の地下駅。改札階は地下1階である。
3・4号線は凱旋路の中央分離帯上にある、島式ホーム1面2線の高架駅。駅南方（延安西路方）に引き上げ線がある。改札階は2階である。
2号線と3・4号線の間は移動距離がかなり長く、かつ地下から高架まで階段での移動を強いられるために、乗り換えにかなりの時間を要する。

### のりば
※全ての路線において案内上ののりば番号は設定されていない。
| 番線                   | 路線  | 行先                                        | 備考 |
| ---------------------- | ----- | ------------------------------------------- | ---- |
| 2号線ホーム（地下2階） |       |                                             |      |
| 西方面                 | 2号線 | 虹橋2号航站楼・虹橋火車站・国家会展中心方面 |      |
| 東方面                 | 2号線 | 人民広場・龍陽路・浦東1号2号航站楼方面      |      |
|                        |       |                                             |      |
| 3・4号線ホーム（3階）  |       |                                             |      |
| 南方面・外回り         | 3号線 | 延安西路・宜山路・上海南站方面              |      |
| 南方面・外回り         | 4号線 | 延安西路・宜山路・上海体育館方面            |      |
| 北方面・内回り         | 3号線 | 金沙江路・上海火車站・江楊北路方面          |      |
| 北方面・内回り         | 4号線 | 金沙江路・上海火車站・世紀大道方面          |      |

## 駅周辺

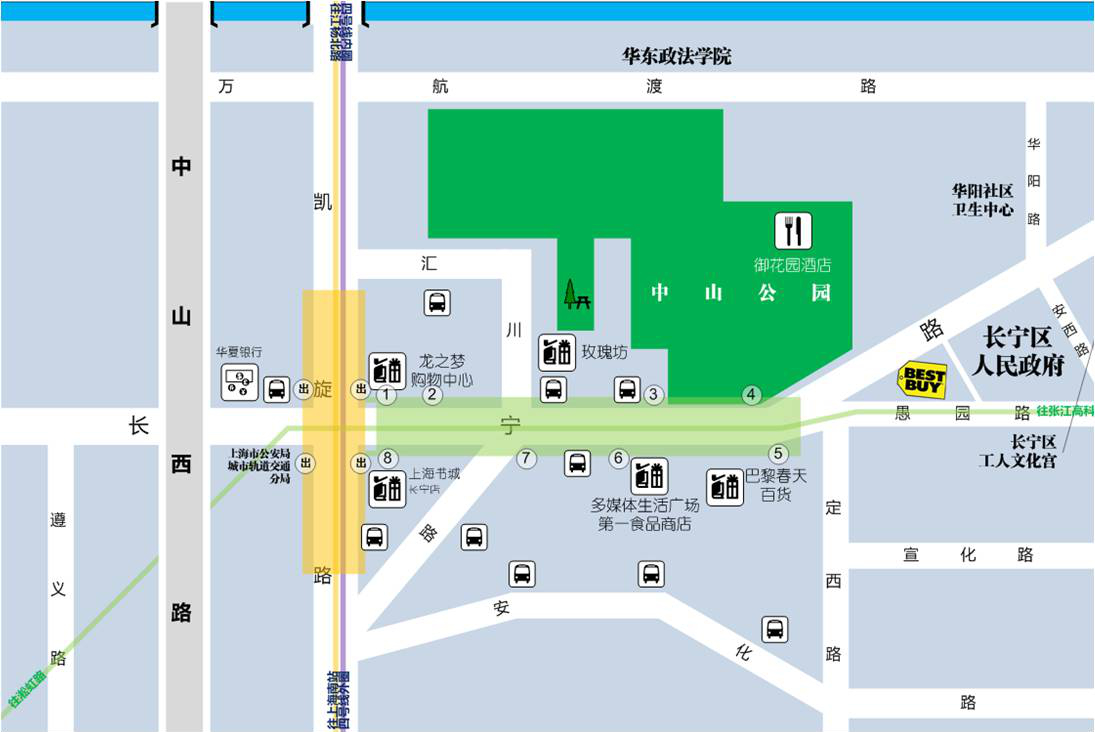
駅周辺地図

- 上海中山公園
- 貝多芬広場
- 龍之夢購物公園（中国語版）
- 玫瑰坊（ショッピングモール）
- 兆豊広場（ショッピングモール）
- 多媒体生活広場
- 新華書店
- 新時空国際商務広場
- 華東政法大学
- 凱欣豪園
- 上海国際体操中心

## バス路線
13、20、54、67、69、69区間、73、88、96、224、309、315、316、330、519、737、754、765、776、825、909、921、939、941、946、947、機場六線

## 隣の駅
上海軌道交通
 2号線
婁山関路駅 - 中山公園駅 - 江蘇路駅
 3号線
延安西路駅 - 中山公園駅 - 金沙江路駅
 4号線
延安西路駅 - 中山公園駅 - 金沙江路駅